# Гвен Купер
Гвен Елизабет Купер (енгл. Gwen Elizabeth Cooper) измишљени је лик у британској научнофантастичној телевизијској серији Торчвуд који је тумачила Ив Мајлс. Као главни женски лик, Гвен се појавила у свакој епизоди серије, као и у две кросовер епизоде Доктора Хуа из 2008. године. Гвен се појављује у материјалима проширеног универзума као што су Торчвуд романи, аудио-књиге, стрипови и радио-драме.
У оквиру наратива серије, Гвен је полицајка Јужног Велса која открива тајанствени институт Торчвуд у који ју је регрутовао Џек Харкнес (Џон Бароуман). Гвен је у почетку радила као теренска агенткиња, доносећи хуман и заокружен приступ екипним истраживањима ванземаљаца. Гвенин рад почиње да утиче на њен лични живот у првом серијалу (2006), али брак са Рисом (Кај Овен) држи је приземљеном, чак и када су се њене одговорности повећале у другом серијалу (2008). У серијалима Деца Земље (2009) и Дан чуда (2011), пошто је Торчвуд уништен како би се прикрила владина завера, сада прекаљена Гвен делује под сопственим мандатом док свет пролази кроз кризе повезане са ванземаљским претњама без преседана.
Гвен је представљена као сурогат публике, у облику архетипа „девојке из суседства”, слично као ликови „сапутника” у Доктору Хуу. Међутим, како је серија напредовала, продукцијска екипа је одлучила да нагласи контрадикторне аспекте њеног лика тако што је Гвен морала да доноси етички сумњиве одлуке. Како је серија напредовала, па чак и пошто је постала мајка, Гвен је еволуирала у милитаристичку акциону јунакињу, која открива да је спремна да донесе тешке одлуке како би заштитила оне који су јој најближи.
Рецензенти су уопштено позитивно реаговали на сложеност Гвениног лика и улогу Ив Мајлс, иако су неки критиковали њену прозаичнију карактеризацију у ранијим епизодама. Тумачење Гвен од стране Ив Мајлс је цитирано као ефикасно и у промоцији земље Велса и у борби против уочених предрасуда према велшком нагласку. Мајлсова је добила велшку награду БАФТА за први серијал серије и била је номинована за неколико других глумачких награда за сваки од четири серијала Торчвуда.

## Појављивања

### Телевизија
Гвен је представљена у првој епизоди Торчвуда у којој она – полицајка из Кардифа – сведочи како капетан Џек Харкнес (Џон Бароуман) и његов тим испитују мртвог човека на уличици. Пошто је истражила тим Торчвуда, она проналази филијалу Института Торчвуд у Кардифу, где ради тим ловаца на ванземаљце. Иако Џек брише њена сећања, касније их покрећу извештаји о убиствима почињеним егзотичним оружјем. Касније се испоставља да је управо Торчвудова Сузи Костело (Индира Варма) серијски убица. Гвен је била присутна при Сузином покушају да убије Џека и њеном самоубиству који је уследио. Џек открива да не може да умре и нуди Гвен посао у Торчвуду. Однос Џека и Гвен поприма романтичну нијансу, упркос њеној дугогодишњој вези са дечком Рисом (Кај Овен). Гвен започиње краткотрајну деструктивну аферу са колегом Овеном (Берн Горман), након нарочито трауматичног искуства са људождерима, које није могла да подели са Рисом. Убрзо након тога, Гвен се налази на мети и скоро убијена од стране осветољубиве немртве Сузи. Током њихових разговора, Гвен је шокирана схвативши у којој мери је Торчвуд занемарио Сузино емоционално стање, а Сузи је огорчена на Гвен која ју је заменила и професионално и на месту Овенове љубавнице. Схрвана кривицом, Гвен признаје своју аферу са Овеном након што се завршила у епизоди „Борба”, али дрогира Риса пилулом за амнезију како се он не би сећао њеног признања. У завршници првог серијала, њена жеља да васкрсне убијеног Риса мотивише је на побуну против Џека, отварајући процеп у времену и простору који Торчвуд надгледа. Пошто се Џек жртвовао ослобођеном натприродном демону, Гвен одржава бдење, сигурна да ће он ускрснути. Док она губи наду, дајући Џеку опроштајни пољубац, он се буди и захваљује јој. Убрзо након тога, Џек напушта Торчвуд да би се поново ујединио са тајанственим „Доктором” из своје прошлости.
Године 2008, када почиње други серијал, Гвен је заменила Џека на месту вође тима. Када се Џек вратио да води Торчвуд, Гвен показује бес према њему јер је напустио екипу и изненађује га вестима да се верила. У каснијој епизоди, она је принуђена да каже Рису о свом послу у Торчвуду када он претпостави да има аферу са Џеком. Пошто је Рис примио метак за њу, Гвен пркоси Џеку одбијајући да избрише Рисова сећања, осећајући се понижено оданошћу и храброшћу свог вереника. У епизоди „Нешто позајмљено”, упркос томе што је остала трудна са ванземаљцем Ностровитетом, Гвен одбија да одложи венчање са Рисом. Њен брак натера Џека да се сети свог ранијег брака. У епизоди „Adrift”, Рис наставља да тера Гвен да се растерети од својих трауматских искустава, пошто је њен покушај да поново уједини породице са несталом децом украденом расцепом кренуо ужасно по злу. У завршници другог серијала, Гвен њене водеће вештине омогућавају да координише Кардифом током хаоса који су изазвали капетан Џон Харт (Џејмс Марстерс) и Џеков млађи брат Греј (Лаклан Нибор). Када је Греј убио Гвенине колеге Тошико (Наоко Мори) и Овена, Гвен остаје разорена. Гвен се појављује у серији Доктор Ху заједно са Џеком и Јантом (Гарет Дејвид-Лојд) у дводелној завршници серијала из 2008. године, у којој Торчвуд помаже у контактирању главног јунака серије, Доктора (Дејвид Тенант), током инвазије психопатских мутаната Далека, а касније мора да брани свој штаб од ванземаљског напада. Доктор сугерише Гвенину повезаност са Гвинет, ликом који је тумачила Ив Мајлс у епизоди Доктора Хуа из 2005. „Немирни мртви”. Такође је поменута у алтернативном универзуму створеном у епизоди Доктора Хуа „Скрени лево”, када је Роуз Тајлер (Били Пајпер) поменула да су она и Јанто убијени у покушају да зауставе инвазију Сонтаранаца на Земљу помоћу АТМОС уређаја, док је Џек заточен на њиховом родном свету.
У серијалу Деца Земље, петоделном серијалу емитованом 2009. године, Гвен је постала милитантнија јунакиња обликована повећаним одговорностима и притисцима свог посла. У првој епизоди, ванземаљци познати као „4-5-6” комуницирају са Земљанима тако што преузимају његову децу и средовечног човека Клема Макдоналда (Пол Копли). Гвен истражује случај посећујући Клема, који јој је, пошто поседује психичке способности, открио да је трудна, што она касније потврђује коришћењем технологије у Торчвудовом Хабу. Гвен је принуђена да се брани од убица пошто је Хаб уништен да би се прикрила владина завера, водећи Риса у бекство са собом и поново успоставивши Торчвуд Три у једном складишту у Лондону. Успостављањем контакта са владином асистенткињом Лоис Хабибом (Куш Џамбо), Гвен открива свој статус бегунца и може да прати састанке кабинета. Када је Јанто погинуо у борби против 4-5-6, Гвен и Рис се враћају у Кардиф да заштите његову нећаку и нећака од оружаних снага, којима је влада наредила да жртвују проценат деце у земљи како би умирили ванземаљце. Она сматра да сада разуме Докторово периодично одсуство током разних криза у историји Земље, верујући да понекад „погледа ову планету и од стида се окрене”. У расплету последње епизоде серијала, Гвен је у шестом месецу трудноће када враћа Џеку његов вортекс манипулатор. Она инсистира да он остане са њима, али он је оставља иза себе и напушта Земљу.
Четврти серијал Дан чуда (2011), рађен у америчкој копродукцији, приказује Гвен, Рис и њихову ћерку Анвен како живе повучено у руралном Велсу. Агент ЦИА-е Рекс Матесон (Мекај Фајфер) одводи Гвен у Сједињене Америчке Државе, верујући да је глобална појава у којој нико не може умрети некако повезана са Торчвудом и она постаје део новог тима Торчвуда заједно са Џеком, Рексом и бившом аналитичарком ЦИА-е Естер Драмонд (Алекса Хејвинс). У епизодама „Категорије живота” и „Посредници”, Гвен се враћа у Велс да спасе свог болесног оца Герента (Вилијам Томас), који је преживео кобни срчани удар током „Дана чуда”, из установе у којој се тешко повређени спаљују. По повратку у Америку, њена породица је отета да би она била натерана да преда Џека. Гвен каже Џеку, сада наводно смртном, да би дозволила да он буде убијен ако би тиме спасила Анвен. Пошто је Гвен депортовао високи званичник ЦИА-е Ален Шапиро (Џон де Ланси) због њеног дисидентства, она се усредсређује на заштиту свог оца од власти, затворивши га у подрум своје мајке Мери (Шерон Морган) и снабдевајући га палијативним лековима. Завршна епизода „Крвна линија” почиње тако што Гвен хвали свог оца као најљубазнијег човека којег је икада познавала, пре него што изјавила да ће га убити. Када су завереници вођени моћи и зарадом иза „Дана чуда” покушали да осујете њену одлуку рањавањем Естер, Гвен изјављује да ће жртвовати цео тим Торчвуда да би успоставила ред. Она пуца Џеку у срце, дозвољавајући његовој јединственој крви да подстакне древну појаву да ресетује људско морфолошко поље. Док су Герент и други преживели током „Дана чуда” мирно отишли, Џекова бесмртност је враћена. Гвен се запрепастила када је на Естериној сахрани открила да је и Рекс сада бесмртан.
У новогодишњем специјалу Доктора Хуа из 2021. „Револуција Далека”, Џек напушта ТАРДИС да би се поново повезао са Гвен. Џек каже Тринаестој Докторки (Џоди Витакер) да се Гвен борила против једног Далека мопедом и боксерским рукавицама свог сина током недавне инвазије, откривајући да је добила још једно дете у годинама које су прошле од краја „Дана чуда”.

### Књижевност
Гвен се појављује у свим Торчвуд романима које је до данас објавила издавачка кућа BBC Books. Први талас, Други живот, Погранични принчеви и Спори распад, смештен између епизода првог серијала Торчвуда, објављен је у јануару 2007. године. Ови романи проширују тешко раздобље у Гвенином и Рисовом односу. У Пограничним принчевима, она се упушта у аферу са тајанственим Џејмсом Мајером, док Рис угрожава себе за њу у Спором распаду узимајући ванземаљске таблете за исхрану да би је импресионирао. Гвен се појављује у романима Траг сећања, Улице сумрака и Нешто у води објављеним у марту 2008. године и повезаним са другим серијалом Торчвуда, који се емитовао у то време. Гвенин први дан са Ендијем Дејвидсоном као њеним полицијским партнером приказан је у флешбеку у Трагу сећања. У Улицама сумрака приказан је алтернативни будући Торчвуд на челу са Гвен и Рисом након смрти Тош, Овена, Јанта и Џека. Још три Торчвуд књиге су објављене у октобру 2008: Чопор животиња, Небеска тачка и Скоро савршено. Ови романи одржавају хронологију серије: Чопор животиња приказују Гвен како покушава да испланира своје венчање упоредо са својом мисијом у Торчвуду. Небеска тачка, у којој Гвен и Рис откривају ванземаљску претњу док траже стан, смештена је убрзо након њиховог венчања у епизоди „Нешто позајмљено”. Гвенино даље коришћење њеног девојачког презимена није посебно обрађено у ТВ серији, али Небеска тачка приказује како она свесно одбија да постане „госпођа Вилијамс”, због нефамилијарности и непријатности када чује Џека да јој се обраћа на овај начин. Роман Скоро савршено је први који се дешава после епизоде „Излазне ране”, у којој су убијени Тош и Овен. Гвен постаје забринута због Рисове све веће улоге у њеним истрагама. Талас књига из маја 2009. састојао се од романа У тишини, Залив мртвих и Кућа коју је Џек саградио. Каснији романи објављени у октобру 2009. укључују Процену ризика, Погребников дар и Последице, све смештене између „Излазних рана” и серијала Деца Земље. Гвен се појављује у три романа преднаставка везаних за Дан чуда, објављених током лета 2011. године. У Прворођеним, Гвен и Рис се сусрећу са злокобним силама у руралном Велсу док се прилагођавају родитељству и животу у скривању. Гвен се накратко појављује у флешбековима у књигама Давно мртви и Мушкарци који су продали свет, који истражују последице уништења штаба Торчвуда и технологију која је остала. Роман Код Изласка, који су написали Џон и Керол Бароуман и који је објављен у септембру 2012. године, уједињује Гвен и Џека у трансатлантском задатку након догађаја током Дана чуда.
Први пут објављен у јануару 2008, месечник Часописа Торчвуд укључивао је Торчвуд стрипове у којима се Гвен појавила. Стрип Гарета Дејвида-Лојда „Умотано”, укључује сцену смештену после Деце Земље која приказује Гвен како љуља своје мало дете. Пошто је Гвен заузета, од Риса се тражи да се удружи са капетаном Џоном Хартом како би сачувао временски ток. Током другог серијала, на веб-страници Торчвуда могла се пронаћи интерактивна онлајн игра коју је написао сценариста серије Фил Форд. Ив Мајлс се накратко појављује као Гвен пред крај игре заједно са Гаретом Дејвидом-Лојдом, када су њен лик и Јанто искључили емитовање из фиктивног студија „Dark Talk”. И у првом и у другом серијалу, интерактивни веб-сајтови, чији је коаутор Џејмс Гос, представљали су садржај електронске литературе (као што су фиктивни разговори и писма путем интернета) који описивали аспекте рада и личног живота Гвен и других ликова из Торчвуда. Архива Торчвуда Герија Расела —  увид у Торчвуд — прикупља велики део ове пратеће онлајн литературе у тврдом повезу, заједно са новим материјалом, од којих се неки проширују на Гвенино порекло и живот пре Торчвуда. Дати су детаљи о Гвенином похађању универзитета, претходном дечку по имену Брус и о њеном времену са Ендијем у полицији. Обезбеђене су фотографије Гвен и Риса које су коришћене као сценографија у ТВ серији и фиктивни документи у свемиру као што су Гвенин лични формулар и њен извештај о случајевима Торчвуда. На сличан начин као Архиве Торчвуда, само из перспективе стварног света, Енциклопедија Торчвуда (2009) Герија Расела проширује „сваку чињеницу и бројку” везану за Гвен и свет Торчвуда.

### Аудио-драме
Гвен се појавила у четири оригиналне Торчвуд аудио-књиге које је издао BBC Books 2008. године, које су повезане са другом серијалом телевизијске серије. Прве од њих — Скривено и Сви вас поздрављају, које су приповедали Наоко Мори и Берн Горман — објављене су у фебруару, док су још два издања — У сенци, коју је испричала глумица Ива Мајлс, и Ждерачи греха, коју је приповедао Гарет Дејвид- Лојд — пуштена у септембру. Две додатне оригиналне аудио-књиге смештене након догађаја из другог серијала — Воз духова и Одељење Икс — објављене су у марту 2011. и приповедао их је Кај Овен. У Возу духова, Гвен је убијена: пошто је Џек нестао, Рис мора да ради сам да би преокренуо судбину своје жене. Гвенине истраге након Дана чуда су приказане у аудио-књигама из 2012. године. У Војсци једног човека, објављеној у марту, коју је написао Ијан Еџинтон, а приповедао Кај Овен, Гвен и Рис су увучени у истрагу ванземаљског серијског убице у Вашингтону. У Разлазу, објављеном у априлу, који је написао Дејвид Луелин, а прочитао Том Прајс, Енди води сопствену ванземаљску истрагу у Уједињеном Краљевству и захтева помоћ од Гвен путем телефона. У мајском издању, Црвена неба, које је написао Џозеф Лидстер и испричао Џон Телфер, Џек има предосећај да је Гвен наводно упуцана у груди. Међутим, у следећем делу, Господин непобедиви, кратко појављивање Риса и Гвен открива да су се ликови безбедно вратили у Велс након боравка у Сједињеним Државама.
Џозеф Лидстер је написао Торчвуд радио-драму „Изгубљене душе”, која је емитована у септембру 2008. као поподневна представа на Радију 4 са гласовима Џона Бароумана, Ив Мајлс, Гарета Дејвида-Лојда и Фриме Еџимен, која је глумила Марту Џоунс. Прича је смештена након догађаја из серијала из 2008. и прати Гвен и екипу, који имају своју прву међународну пустоловину у CERN-у у Женеви у оквиру специјалне прославе Радија 4 поводом укључивања Великог хадронског сударача. Радња специјалне радио-епизоде усредсређује се и на активацију Великог хадронског сударача и на сценарио судњег дана за који су неки упозоравали да би то могло да изазове, као и на жаљење екипе због недавне смрти Тошико и Овена. Између 1. и 3. јула 2009. Радио 4 је емитовао још три аудио драме у термину поподневне драме под насловима „Уточиште”, „Златно доба” и „Рок”, премошћујући јаз између другог и трећег серијала. „Рок” приказује Гвен како ради заједно са Рисом да истражи тајанствени случај; она га представља као члана Торчвуда током задатка. Да би се повезао са четвртим серијалом серије Торчвуд: Дан чуда, BBC је објавио још три радио-драме емитоване између 11. и 13. јула 2011. под насловима „Ђаво и госпођица Керу”, „Потчињеност” и „Кућа мртвих”. Оне попуњавају наративне празнине између „Излазних рана” и Дана чуда и укључују гласове Мајлсове, Бароумана и Дејвид-Лојда.
Мајлсова је поновила улогу Гвен у низу аудио-драма које су биле део серијала Торчвуд продукцијске куће Big Finish Productions. У трећем издању низа, под насловом Заборављени животи, појављује се и Кај Овен као Рис и поново уводи ликове четири године након догађаја током Дана чуда.

## Кастинг и првобитна карактеризација
Главни сценариста и извршни продуцент Расел Т. Дејвис је првобитно имао идеју да неименована полицајка наиђе на екипу истражитеља ванземаљаца у уличици као премису, пре него што су Торчвуд или обнова Доктора Хуа 2005. године били наручени. Пошто је био одушевљен њеним телевизијским наступима, посебно у епизоди Доктора Хуа из 2005. у којој је гостовала, Дејвис је написао лик Гвен посебно за глумицу Ив Мајлс. Мајлсова је изјавила да је то што је улога написана специјално за њу било као њен „лични Оскар”. Део привлачности играња Гвен за Мајлсову био је то што је имала прилику да глуми акциону јунакињу са својим матерњим нагласком. Говорећи о кастингу велшких глумаца у Торчвуду, Дејвис је прокоментарисао да је његова намера била да се велшки нагласак учини мејнстримом, „да буде прихватљив као шкотски или ирски”. У анализи велшке митологије у Торчвуду, Линет Портер примећује да Гвенина национална свест чини део њене карактеризације: њено познавање локалних митова „истиче њено велшко наслеђе и опште знање из њеног искуства и формалног образовања”. Говорећи о међународној копродукцији иза четвртог серијала, извршна продуценткиња Џули Гарднер је прокоментарисала да је Мајлсино континуирано учешће помогло да се осигура да „укус Велса” остане евидентан.
У првом серијалу Торчвуда, Гвен је служила као замена за публику. Расел Т. Дејвис је упоредио тип њеног лика са Роуз Тајлер (Били Пајпер) из Доктора Хуа: „Она је обична особа која наилази на нешто изузетно и налази себи равне.” Ив Мајлс је Гвен окарактерисала као амбициозну и полетну младу жену, која у исто време отелотворује многе аспекте архетипа „девојке из суседства”. Њена посебна улога у екипи произилази из чињенице да је „она ту за људе” према којима се осећа „инстинктивно и страствено”. Продуцент Ричард Стоукс је приметио да Гвен поседује више „људског саосећања” од осталих чланова тима који пре подсећају на плаћенике и за које се види да су „опседнути технологијом и ванземаљцима”. У том смислу, главни глумац Џон Бароуман је прокоментарисао да Гвен враћа „мало душе” Џеку. Описујући начине на које се Гвенине методе разликују од остатка екипе, Мајлсова је објаснила како је њена полицијска процедурална обука повезана са послом: „Она се бави породицама, бави се профилисањем, бави се истрагом порекла људи. То је нови начин рада које она доноси”. Мајлсова је изјавила да би Гвен била „фантастична полицајка” пре него што се придружила Торчвуду, ослањајући се на њену способност да натера рањиве ликове да се „отворе тако што ће се осећати комфорно”. Мајлсова је сматрала да је Гвен „срце и душа Торчвуда” и „Торчвудова социјална радница” која може да „трчи и бори се и стоји у свом углу и победи”. Стичући увид у Торчвуд кроз радозналост, Гвен постаје део Торчвуда јер им је потребна, баш као што су они потребни њој. Гвенино пријатељство са бившим колегом Ендијем продукцијска екипа користи да супротстави њен изузетан живот са свакодневним, као и да истакне њену трансформацију у тврђу жену. Енди је присутан непосредно пре него што се Гвен први пут сусретне са Торчвудом, а Мајлсова сматра да његова каснија појављивања „одмах враћају на почетак, подсећају те одакле је дошла, како је Џек пронашао Гвен”. Мајлсова је приметила да је Гвенини многи аспекти спречавају да јој досади; она се осећала константно изазваном „физички”, „ментално” и „морално” кроз тумачење лика.
Ив Мајлс се раније појавила у епизоди Доктора Хуа из 2005. године „Немирни мртви” као Гвинет, видовњакиња из 19. века. Гвинет је имала везу са Кардифским процепом који је касније постао централни елемент заплета у Торчвуду. Одговарајући на питања о сличности имена ова два лика, Расел Т. Дејвис је негирао да су оне повезане, наводећи да су у питању „само два имена која почињу на Г”. Међутим, касније, Дејвисова епизода Доктора Хуа из 2008. „Крај путовања” алудирала је на породичну везу између ликова (при чему ју је Доктор специфично питао да ли је Гвен породично име, а Гвен је одговорила да јесте), објашњавајући њихову физичку сличност као резултат „просторне генетске многострукости”. Ив Мајлс је рекла за два лика да „никада није било у плану тако нешто, али нешто у мојој глави је увек говорило да ће оне некако бити повезане”. Дејвис је објаснио да однос између њена два лика није дослован, наводећи да „није породично како ми то разумемо”, уместо тога карактеришући просторну генетску многострукост као „ехо и понављање физичких особина у временском процепу”.

## Развој

### Морал
Упркос томе што је промовисана као срце и морална савест серије, мане у Гвенином сопственом моралу се истражују кроз серију; у једном саопштењу за јавност је наведено да је она и несебична и себична. У првом серијалу Гвен се упушта у кратку аферу са колегом Овеном Харпером. Извршни продуцент Расел Т. Дејвис објашњава да је епизода „Сеоско убиство” намерно структурисана како би афера изгледала неизбежна док се Гвен труди да се избори са животом Торчвуда. За Дејвиса, забављање је „људско”, испричано на начин за одрасле који карактеришу „пожуда, бес и повређеност и радост коју извлачите из почетних фаза везе”. Мајлсова је прокоментарисала да је Гвенин компромитовани морал, као што је показала њена афера, био прикладан изазов за публику научне фантастике, и послужио је да покаже да нико из екипе Торчвуда није „сигуран” од искушења. Сценариста Стивен Џејмс Вокер тврди да је Гвен њена морална двосмисленост учинила убедљивијим ликом. Пошто је она представљена као сурогат публике, Вокер је тврдио да би била лака замка да се од ње направи „једнодимензионални узор врлине”. Уместо тога, сценаристи су учинили Гвен „реалистичнијом” тако што су јој дали „изразите људске мане”, за које је Вокер сматрао да су је чиниле „вероватно најкомплекснијом и најзанимљивијом од петоро главних ликова”. Он је ове неуспехе идентификовао као њену „склоност ка егоизму”, „самоправедност” и „себичност”, што је очигледно у њеном „веома сумњивом опхођењу” према дечку Рису Вилијамсу. Вокер је као пример навео њену аферу са Овеном, као и сцену у епизоди „Борба”, у којој признаје своју неверу Рису пошто му је подметнула лек за амнезију Реткон како је се он не би сећао.
Лини Блејк је сматрала да је Гвен имала пасивну улогу у њеној сопственој афери; као и у свом лезбејском загрљају са ванземаљцем и принудном останку у другом стању. Она тврди да се готичке ситуације у Торчвуду непрестано паралеле у „инвазији” на њену сексуалност. Валери Естел Френкел је тврдила да Гвен проналази „своју страну која јој недостаје” својим урањањем у свет Торчвуда, које представљају „афере и хомосексуалност и претња смрћу”, а не њен обичан породични живот са Рисом. Данијел Роклиф је приметио да се лик Сузи (Индира Варма), који се појављује у премијерној епизоди и у „Они настављају да убијају Сузи”, користи као „двојник” за Гвен (троп готичке фикције  – упоредити са изразима „готички двојник” и књижевни фолио). Сузини поступци и поређења са Гвен помажу да се осветле неке од Гвениних етички двосмислених одлука у првом серијалу. Гвен мора стално да се бори против Сузи и Сузиног примера „ако жели да докаже да је вредна да ради заједно са капетаном Џеком”. Према Френкеловој, Гвенин сукоб са Сузи одражавао је њен сукоб са њеним „унутрашњим ја”. Њено дословно путовање у смрт дало јој је „мудрост и дуалност оба света, живота и смрти, земаљског и магијског” и омогућило јој да постане јача.
Док је Линет Портер мислила да је Гвен постала „пала жена” кроз своју аферу са Овеном, приметила је да је то учинило Гвенину улогу у односу на Џека у епизоди „Крај дана”, аналогном оној Марије Магдалене са Исусом, појачавајући преовлађујући библијски подтекст. Гвен бди у Џековој „Торчвудској гробници” и попут Магдалене бива награђена за своју оданост тако што је прва бацила око на васкрслог спаситеља. Валери Френкел је претпоставила да је „Гвенино путовање једно са којим се сви суочавамо [...] она открива доминантну интуицију у себи, а затим је прихвата у најмрачнијим пећинама свог унутрашњег ја”. Дејвид Корнелијус је изјавио да је Гвенине авантуре у Торчвуду доводе до ивице и додатно показују да је „довољно јака да се врати себи”. Стивен Џејмс Вокер је такође сматрао да је Гвен још увек искупљив лик јер препознаје сопствене моралне пропусте, као што се види у „Борби” где седи сама и јеца над пицом пре него што се подигла и покушала да буде боља у будућности. У вези са овим, глумац из Торчвуда, Кај Овен, оправдао је Гвенино опхођење према Рису у њеним најмрачнијим тренуцима тврдећи да су Гвенине намере увек остале чисте, без обзира колико се лоше понашала према Рису.
Уочи четвртог серијала, Расел Т. Дејвис је признао да лик Гвен може бити и вољен и омражен од стране публике. Он је навео да као глумица Мајлсова није преокупирана тиме да њен лик буде представљен у симпатичном светлу, да може да „удахне тај изузетно дубок удах и не мари”. Чарли Џејн Андерс са блога io9 приметила је да је епизода „Категорије живота”, коју је написала Џејн Еспенсон, разоткрила „људску сујету” лика показујући да је „почела да верује у властиту славу”. У Андерсиним очима, лик је одговоран за други срчани удар свог оца због својих непромишљених поступака. Андерсова је сматрала да су касније епизоде у четвртом серијалу наставиле да осветљавају недостатке у Гвенином карактеру, описујући је као некога са „зависничком личношћу” која „се опходи према својим пустоловинама са Торчвудом као према дроги за којом жуди”, иако зна да оне „уништавају њен однос са мужем и дететом”.

### Везе
Велики део Гвенине карактеризације је усредсређен на њен развојни однос са њеним партнером Рисом. Ив Мајлс описује овај лик као Гвенину „базу нормалности”. Њихова веза је испитана Гвенином афером са колегом Овеном Харпером (Горман), издајом за коју Мајлсова верује да је „потпуно ван карактера” за Гвен, објашњавајући да је кривица коју је доживела због њених поступака раздире на комаде. Продукцијска екипа је првобитно планирала да Рис умре у првом серијалу, али је то одложено. Продуцент Ричард Стоукс објашњава да Рисово присуство спречава Гвен да изгуби „срце” и да без њега Торчвуд „једноставно постаје научно-фантастична серија о научно-фантастичним људима који трче около и лове ванземаљце”. Џули Гарднер додаје да су сценаристи у дискусији закључили да не би могли написати Гвен као лик који би се икада опоравио од Рисовог губитка, те су одлучили да не убију његов лик. У својој анализи Гвен, Данијел Роклиф сматра да Рис помаже да њено ментално здравље остане нетакнуто и тврди да је његово присуство спречава да се подвргне истом психичком погоршању као Сузи.
Упркос њеној сталној вези са Рисом, серија истражује могућности романтичне везе између Гвен и њеног шефа Џека. У једном интервјуу из 2007. Ив Мајлс описује везу између Џека и Гвен као „опипљиву љубав” и изјавила је да је „то права ствар и да ће вас натерати да је ишчекујете”. Локсли Хол са веб-сајта AfterElton тумачи Џекову привлачност према Гвен као да је под утицајем „њене топлине, њеног осећаја за правду, њене обичности и недостатка гламура”, док Мајлсова наводи Гвенино занимање за Џека речима да би се „и најмоногамнија жена у свету вероватно одлучила за њега”. Стивен Џејмс Вокер цитира секвенцу пуцања у епизоди „Машина духова” из 2006. као пример романтичне напетости између њих двоје, као и сцену у којој Џек открива да се Гвен верила. Гвен остаје моногамна током другог серијала и „сваки дан се бори да буде са [Рисом]” иако је Џек и даље „велико искушење”. Њена суспензија између Џека и Риса постаје централна тема; Валери Френкел верује да је Гвен ухваћена између „Риса, слатког, љубазног згодног принца, и Џека, неодољивог преваранта”. Она указује да Џек није довољно зрео да преузме улогу „сталног принца” за Гвен. Џон Бароуман сматра да би се Џек, ако би се скрасио са њом, „морао потпуно да јој се посвети”. Због тога се не понаша у складу са својим осећањима јер, иако би му Гвен дозволила да флертује са другим људима, он „никада није могао да приушти да уради нешто више”.
Стивен Џејмс Вокер сматра да Гвенина одлука да не избрише Рисово сећање по други пут у епизоди „Месо” означава крај сваке могуће везе између Гвен и Џека. Како је Дејвис сматрао да је неопходно да Рис сазна за Гвенин прави посао, епизода „Месо” се усредсредила на то да Рис открије и да се помири са Торчвудом. Ричард Едвардс из магазина SFX коментарише да овакав развој догађаја омогућава да њихова веза постане најубедљивија у серији и јасно ставља до знања зашто би Гвен желела да се уда за њега. Бен Росон-Џоунс са веб-сајта Digital Spy коментарише да све у свему, однос служи стварању „лепог контраста са фантастичним елементима серије”, док Џејсон Хјуз сматра да је њихов брак „обрађен на болно искрен начин” и да служи као „истинска дефиниција 'љубави' написана суптилно и савршено”. На питање о сложеном односу њеног лика са Џеком и Рисом, Мајлсова објашњава да Гвен не би била толико „снажан лик” без свог обичног живота са Рисом. Дејвис је сматрао да је та веза унапредила истраживање људске сексуалности серије, наводећи да „отворена сексуалност мора да укључи све” укључујући „мужа/жену, велику екипу за борбу против злочина... срећно заљубљене”.
Године 2009. Мајлсова је изјавила да би то да Џек и Гвен поступе у складу са својим осећањима било „као да храните бебу када није гладна”. Учвршћујући ово гледиште, Џули Гарднер сматрала је да је љубав између Гвен и Џека очигледна и да о њој не би ни требало да се говори. Линет Портер тврдила је да је Гвенина апотеоза Џека узроковала да он побегне са Земље, јер је јунак улога коју он не може да игра, пошто се осећа одговорним за смрт оних које је волео. У саопштењу за штампу уочи серијала из 2011. наводи се да иако се Гвен повлачи у сеоску идилу са својом породицом, она и даље гаји осећања према Џеку и недостаје јој узбудљив живот који је некада водила уз њега. Уочи четвртог серијала, Мајлсова објашњава да је веза Гвен и Џекова „однос љубав-мржња-љубав” за који она верује да истовремено подсећа на на однос брата и сестре, однос мужа и жене и „најбоље пријатељство познато човечанству”. Она сматра да Гвен није потпуна без Џека и да су они као „два дела слагалице која недостају”, а пошто њихова веза функционише на толико различитих нивоа, не може се свести на један једини појам. Седма епизода Дана чуда садржи сцену у којој Гвен тврди да би пустила да убију Џека ако би тиме спасила своју ћерку. Сценаристкиња Џејн Еспенсон објашњава да различите потребе ова два лика значе да се они неизбежно „сукобљавају као челичне оштрице”.

### Акциона јунакиња и мајка
Главни сценариста Крис Чибнал сматрао је да се Гвен развила у јачи лик између првог и другог серијала, престајући да буде толико „запањена” због догађаја који се дешавају око ње. Френкелова пише да је „она сада цела жена, интегрисана са свим деловима себе”. У другом серијалу, Ив Мајлс наводи да Гвен сада „зна на чему стоји”. Костимограф Реј Холман објашњава да се ови развоји одражавају на то како продукцијска екипа облачи лик. У првом серијалу Гвен је обучена у „избледели улични изглед” и држи се даље од кожне одеће. Како постаје све сигурнија у свој нови позив, њена одећа постаје „много више дизајнерског и јуначког изгледа”. У другом серијалу она носи више коже брендова као што су Diesel и G-star, које Холман описује као „секси” и „практичне”. Свеукупни ефекат је да је Гвенина кожна одећа „мало ојачава, али је у исто време одржава у стилу”. За четврти серијал, Дан чуда, костимограф Шона Трпсик је изјавила да намерава да изведе Ив Мајлс „из женског манастира”. Мајлсова се присетила да је ставила вето на грудњак који је морала да носи јер је сматрала да је непотребно сексуализован и непрактичан за акционе секвенце. Она је додала да гледа на Гвен као на „праву жену”, а „не као груди и задњицу”.
Редитељ Деце Земље Јурос Лин примећује да је до трећег серијала Гвенин лик порастао толико да је „сада у рангу са Џеком, по знању и искуству да доноси одлуке и да буде јунакиња”. Данијел Мартин из новина The Guardian сматра да њена карактеризација у серијалу „показује колико је далеко стигла”, док Роберт Лојд из Los Angeles Times-а сматра да је она „душена акциона хероина у кожној јакни”. Мајлсова наводи да Гвен постаје оштрији лик, али осећа да би, „да није, људи умрли”. Дејвид Корнелијус примећује да Гвен више није добродушни аутсајдер какав је била када се први пут придружила Торчвуду. Од Деце Земље постала је „хладнија и много агресивнија”. Њена ужасна искуства претварају је у „осорног циника”; када и влада и војска издају британски народ, Гвен тврди да коначно разуме зашто Доктор не спасава човечанство од светских криза. Она верује да он „вероватно погледа ову планету и окрене се од стида”. У једном саопштењу за штампу се наводи да је „Дан чуда” натерао Гвен да „донесе најстрашније одлуке у име читавог човечанства“. Ово је очигледно у епизоди „Крвна линија”, где је приказан њен лик да је спреман да жртвује целу екипу Торчвуда поред свог оца на самрти за добробит света. Коментаришући Гвенину карактеризацију у овој епизоди, Ден Мартин напомиње да „Гвен доживљава потпуну трансформацију у мешавину Маjке Земље и Танк девојке, док се понаша као Бог и чини се да ужива у томе”.
Саопштења за штампу описују Гвен у светлу контрадикција између њених јуначких и конвенционално женских улога у серији; упркос томе што је постала „тврда, немилосрдна ратница, која воли узбуђење борбе”, Гвен остаје „смешна, оштра, земаљска жена која воли дом и породицу”. У серијалу Деца Земље откривено је да је Гвен затруднела са Рисом, а за ову причу је писац за IGN-а, Ашам Хак, мислио да пружа „једну од ретких нити која даје наду” у серији. Она рађа девојчицу Анвен између трећег и четвртог серијала. И Ив Мајлс и Расел Т. Дејвис описали су овај развој радње као обележје контрадикције у срцу Гвениног лика. Мајлсова, сматрајући да мајчинство даје Гвен већи осећај одговорности, каже да то Гвен чини „још људскијом, а ипак још више чудесном женом”. Док је говорио о четвртом серијалу серије, Дејвис је наговестио да би било „неодољиво” користити слику „Гвен Купер са бебом у једној руци и пиштољем у другом у виду промоције. Продукцијска екипа је наглашавала овај противречни аспект Гвениног лика, који се показао популарним код критичара и гледалаца. На пример, промотивни трејлер за Дан чуда приказује Гвен како пуца из пиштоља у једној руци док у другој заштитнички држи своју бебу. Мајки О’Конел из Zap2it-а похвалио је ово као један од најбољих аспеката трејлера, похваливши Гвен као „најбољу маму икада”. Пишући рецензију за уводне епизоде Дана чуда, Мери Макнамара из Los Angeles Times-а идентификовала је „мрачни хумор” ове секвенце као репрезентативне „најбоље тонове британског Торчвуда”. Кетрин Ги из The Daily Telegraph-а похвалила је дихотомију између две улоге овог лика, наводећи да је „домаћинска, али опасна агенткиња Ив Мајлс невероватно очаравајућа”.
Критичари су правили поређења са познатим филмским акционим јунакињама као што је Елен Рипли, коју је тумачила Сигорни Вивер у оригиналној трилогији Осми путник. Риплијева се сматра револуционарним приказом хероине, чије јунаштво није ни изведено из мушке подршке нити ометано женственошћу. Роклиф пише да је Гвенина снага карактера чини „пола Риплијевом”, утолико што поседује сву Риплину снагу, а ипак је „спутава њено ослањање на мушке ликове Џека, Риса и Овена”. Гвен је упоређена, барем површно, са Бафи Самерс, коју је тумачила Сара Мишел Гелар. Размишљајући о сцени из Дана чуда, један критичар коментарише да Гвен „каналира другу сезону серије Бафи, убица вампира” када пуца на хеликоптер из своје базе (подсећајући се на секвенцу приказану у епизоди Бафи, „Невиност”). Гвен је привукла имплицитна поређења са Ларом Крофт из Tomb Raider франшизе видео-игара и филмова. Коментаришући прву епизоду Дана чуда, Сајмон Бру са веб-сајта Den of Geek наводи да „коме год да холивудски продуценти дају улогу у планираном поновном покретању филмске франшизе Tomb Raider, потпуно сам уверен да би Мајлсова могла да их разбије. Двапут. Пре доручка.” Иако критична према типичном приказу британских женских ликова научне фантастике, Кристина Нелис из The Guardian издваја Гвен и Ривер Сонг из Доктора Хуа (коју је глумила Алекс Кингстон) као позитивне приказе снажних женских ликова, наводећи: „Биће тешко пронаћи две супержене којима је мање потребан мушкарац да их спасе.”

## Пријем
Ив Мајлс је почела да ужива све већу популарност откако је глумила Гвен Купер у Торчвуду и данас се сматра једним од најзначајнијих извозних „производа” Велса. Говорећи о њеном кастингу, Расел Т. Дејвис је описао Мајлсову као „најбоље чувану тајну Велса”, а глумица је описана као „велшка икона” откако се појавила у Торчвуду, док је Western Mail навео Мајлсину улогу „жестоке женске предводнице Торчвуда” као чинилац који је допринео томе да она постане једна од најсексипилнијих жена Велса, као и национална институција. У анализи заступљености Велса на телевизији, Герент Телфан Дејвис је навео Мајлсину улогу у Торчвуду заједно са популарношћу ситкома Гавин и Стејси као борбу против предрасуда против велшког нагласка. Поткрепљујући ову тврдњу, Саманта Бенет из новина Pittsburgh Post-Gazette описује Мајлсин „сребрнасти, мелодични” нагласак као „егзотичан”, а саму Мајлсову као bona fide звезду. Убрзо након премијере Торчвуда, посланик Конзервативне партије Мајкл Гоув описао је Гвен Купер као „келтску Изабелу Роселини” и пример велшке сензуалности, док је 2006. Wales on Sunday прогласио Мајлсову за „девојку године”. У јулу 2011, Ејдан Смит из The Scotsman-а описао је Гвен Купер као „најсексипилнију жену у Велсу”.
Рецензент The Guardian-а био је пун хвале за Мајлсин наступ у епизоди „Све се мења”, изневши мишљење да је својом улогом Гвен Купер успела да надмаши капетана Џека. The Stage је описао њен лик као „чврст, приземљен лик потребан да усидри Торчвуд у стварни свет”, док истовремено добро функционише као контраст капетану Џеку. Неке критике су исмевале прозаичну карактеризацију лика. Верити Стоб, технолошка колумнисткиња онлајн новина The Register, написала је пародију на Торчвуд под насловом Under Torch Wood (у стилу радио-драме Under Milk Wood Дилана Томаса). Овај комад исмева Гвенину улогу „заступнице гледаоца”, описујући је као „пуначку и разрогачену”, а њеног дечка Риса као „Берија Позадину”. Џен Рејвенс је тумачила пародијску варијанту Гвен у импресионистичкој телевизијској серији Dead Ringers, у којој она приказује значку која је означава са оним што капетан Џек (Џон Калшо) описује као њену једину карактеристику: Велшанка. У новембру 2006. Џим Шели из The Mirror-а изјавио је да Гвен није „ни толико занимљива ни секси колико би требало да буде”. Развој радње у којем Гвен одговара на удварање ванземаљског сексуалног гаса у телу друге жене Керман Креглоу са веб-сајта AfterEllen описала је као приказивање „готово сваког негативног лезбијског стереотипа који се може замислити”. Креглоу сматра да Гвенина неспособност да задовољи ванземаљца представља „игру на традиционални, сексистички друштвени конструкт”, а такође критикује чињеницу да Гвен никада више не помиње то искуство.
Асертивнија Гвен у трећем серијалу Торчвуда привукла је похвале рецензената: Пол Колинс из Total Sci-Fi-а изразио је мишљење да Деца Земље коначно показују Гвенине херојске карактеристике на начин који је недостајао у прва два серијала, док је Данијел Мартин из Guardian-а изјавио да је „сјајно видети како је Гвен тако опасна”. Дејвид Корнелијус је написао да Гвен успева као снажно написан женски лик који не подлеже стереотипима јер сценаристи избегавају да је дефинишу било којим аспектом њених пустоловина. Рецензенти су коментарисали Мајлсин статус главне женске улоге: Реми Миник описује Гвен као „право срце Торчвуда” док је Скот Левински из часописа Wired описао Мајлсину улогу као савест тима Торчвуда и саме серије. Џонатан Вилкинс из Total Sci-Fi-а сматра да је серијал од пет делова означио појаву Ив Мајлс као саме звезде и сматрао је да би она могла да изнесе серију без колеге Бароумана. Морин Рајан из Chicago Tribune-а је изјавила да верује да је врхунац трећег серијала показао да је Ив Мајлс „прерасла у улогу” Гвен, описујући њену изведбу као „изузетну”. Рајанова је касније дала „Почасно признање” Гвен када је разговарала о најупечатљивијим женским ликовима на Sci-Fi TV-у чиме је она постала једини лик из франшизе Доктор Ху који је ово успео. Критички одговор на лик остао је позитиван у четвртом серијалу. Гавин Фулер из The Daily Telegraph-а сматрао је да је Мајлсова „заслужила глумачке почасти бравурозним наступом”, док је Чарли Џејн Андерс изјавила да је Гвен имала најјаче тренутке у завршници серијала, који су је довели до „новог уважавања њеног лика”.
Ив Мајлс је 2007. освојила награду БАФТА Велса за најбољу глумицу за своју улогу Гвен Купер, победивши глумицу из матичне серије Били Пајпер. Поново је номинована за награду 2008. и опет 2010. године. Мајлс је 2010. освојила награду за најбољу глумицу у анкети читалаца часописа  и крунисана је за најбољу глумицу 11. годишње награда Airlock Alpha Portal. За улогу Гвен Купер у серијалу Дан чуда Мајлсова је била номинована за награду Сателит у категорији за најбољу телевизијску глумицу и ушла у ужи избор за Националну телевизијску награду Уједињеног Краљевства 2012. године. Такође је номинована за најбољу телевизијску глумицу на 38. додели награда Сатурн одржаној у јуну 2012. године. Акционе фигуре Гвен су креиране по њеном лику, а Мајлсова их је описала као „бизарне и дивне” и истовремено „заиста некако чудне”. У анкети читалаца у шестом броју Часописа Торчвуд, Гвен је изабрана за други омиљени лик Торчвуда, иза капетана Џека, што је добила у анкети из 2011. коју је објавио Liverpool Daily Post као део интервјуа уживо са сценаристом Џоном Фејем. Мајлсова је, описујући своја искуства на разним конвенцијама научне фантастике, похвалила одзив обожавалаца као „невероватан” и „просто изванредан”. Неки обожаваоци су почели да црне зубе на конвенцијама како би опонашали њен изглед са размаком између зуба, што је Мајлсова сматрала посебно ласкавим.